# 野勿忘草
野勿忘草（学名：Myosotis arvensis）为紫草科勿忘草属下的一个种。

## 扩展阅读
- 維基物種上的相關：野勿忘草